# وليام لبي
وليام لِبي الثالث (بالإنجليزية: William Libbey III)‏ كان عالمًا أمريكيًا في مجال الجغرافيا الطبيعية وأستاذًا في جامعة برنستون.